# Чемпіонат УРСР із шахів 1981
50-й чемпіонат України (УРСР) з шахів, що проходив в Ялті з 15 листопада по 3 грудня 1981 року.

## Загальна інформація про турнір
Категорія турніру — IV (середній рейтинг учасників — 2328 очка). Головний суддя турніру — Б. Гершунський (всесоюзна категорія).
Чемпіонат проводився у бібліотечному залі готелю «Ялта». Учасники турніру проживали в тому ж готелі.
Фінальний турнір чемпіонату України 1981 року проходив за коловою системою за участі 15 шахістів, з них — 1 міжнародний майстер, 9 майстрів спорту та 5 кандидатів у майстри.
В першій половині турніру найкраще виступив Володимир Маланюк (Севастополь), який після 8 турів мав у своєму активі 6 очок.
У 12 турі відбулася одна з центральних партій В.Маланюк — І.Вайнерман, в якій Вайнерман (Житомир) переміг та очолив турніру таблицю. Та все ж Маланюку на фініші вдалося випередити представника Житомира.
Набравши 10 із 14 можливих очок, чемпіоном України вдруге став 25-річний Володимир Маланюк. Друге місце посів Ігор Вайнерман (9½ очок), третє — чемпіон України 1976 року одесит Михайло Підгаєць (9 очок).
Призери чемпіонату отримали право участі у фіналі чемпіонату України 1982 року, а шахісти які посіли 4 — 6 місця (Леонід Гофштейн, Аркадій Шмирін, Микола Легкий) — право участі у півфіналі чемпіонату України 1982 року.
Ігор Вайнерман перевиконав норму майстра спорту, що становила 9 очок з 14 можливих.
Зі 103 зіграних на турнірі партій — 46 закінчилася перемогою однієї зі сторін (44,7 %), внічию завершилися 57 партій. Через хворобу Мачульського, не були зіграні дві партії за його участі проти Шмиріна та Онопрієнка.

## Турнірна таблиця
| №  | Учасник                | Місто            | Вік | Звання | 1 | 2 | 3 | 4 | 5 | 6 | 7 | 8 | 9 | 10 | 11 | 12 | 13 | 14 | 15 |  | + | − | =  | Очки | Місце   |
| -- | ---------------------- | ---------------- | --- | ------ | - | - | - | - | - | - | - | - | - | -- | -- | -- | -- | -- | -- |  | - | - | -- | ---- | ------- |
| 1  | Володимир Маланюк      | Севастополь      | 24  | мс     |   | 0 | ½ | 1 | 1 | 1 | ½ | ½ | ½ | ½  | ½  | 1  | 1  | 1  | 1  |  | 7 | 1 | 6  | 10   | Gold    |
| 2  | Ігор Вайнерман         | Житомир          | 21  | кмс    | 1 |   | ½ | 1 | ½ | ½ | ½ | ½ | ½ | ½  | ½  | ½  | 1  | 1  | 1  |  | 5 | 0 | 9  | 9½   | Silver  |
| 3  | Михайло Підгаєць       | Одеса            | 34  | мм     | ½ | ½ |   | ½ | ½ | ½ | ½ | 1 | ½ | ½  | 1  | 1  | 1  | ½  | ½  |  | 4 | 0 | 10 | 9    | Bronze  |
| 4  | Леонід Гофштейн        | Київ             | 28  | мс     | 0 | 0 | ½ |   | 1 | 1 | 1 | ½ | ½ | ½  | 1  | ½  | ½  | 0  | 1  |  | 5 | 3 | 6  | 8    | 4 — 5   |
| 5  | Аркадій Шмирін         | Миколаїв         | 27  | мс     | 0 | ½ | ½ | 0 |   | ½ | ½ | ½ | + | 1  | ½  | 1  | 1  | ½  | ½  |  | 4 | 2 | 8  | 8    | 4 — 5   |
| 6  | Микола Легкий          | Одеса            | 26  | мс     | 0 | ½ | ½ | 0 | ½ |   | ½ | 1 | ½ | ½  | ½  | ½  | 1  | 1  | ½  |  | 3 | 2 | 9  | 7½   | 6       |
| 7  | Володимир Охотник      | Дніпропетровськ  | 31  | мс     | ½ | ½ | ½ | 0 | ½ | ½ |   | 1 | ½ | 1  | ½  | 1  | 0  | 0  | ½  |  | 3 | 3 | 8  | 7    | 7 — 8   |
| 8  | Володимир Онопрієнко   | Армянськ         | 39  | кмс    | ½ | ½ | 0 | ½ | ½ | 0 | 0 |   | + | ½  | ½  | ½  | ½  | 1  | 1  |  | 3 | 3 | 8  | 7    | 7 — 8   |
| 9  | Анатолій Мачульський   | Київ             | 25  | мс     | ½ | ½ | ½ | ½ | - | ½ | ½ | - |   | ½  | ½  | 0  | 1  | ½  | ½  |  | 1 | 3 | 10 | 6    | 9 — 10  |
| 10 | Володимир Альтерман    | Кишинів          | 39  | мс     | ½ | ½ | ½ | ½ | 0 | ½ | 0 | ½ | ½ |    | ½  | ½  | 0  | ½  | 1  |  | 1 | 3 | 10 | 6    | 9 — 10  |
| 11 | Анатолій Лопухін       | Дніпродзержинськ | 32  | мс     | ½ | ½ | 0 | 0 | ½ | ½ | ½ | ½ | ½ | ½  |    | ½  | 0  | 1  | 0  |  | 1 | 4 | 9  | 5½   | 11 — 14 |
| 12 | Валерій Семенов        | Одеса            | 25  | кмс    | 0 | ½ | 0 | ½ | 0 | ½ | 0 | ½ | 1 | ½  | ½  |    | 0  | ½  | 1  |  | 2 | 5 | 7  | 5½   | 11 — 14 |
| 13 | Святослав Забитівський | Львів            | 28  | кмс    | 0 | 0 | 0 | ½ | 0 | 0 | 1 | ½ | 0 | 1  | 1  | 1  |    | 0  | ½  |  | 4 | 7 | 3  | 5½   | 11 — 14 |
| 14 | Євген П'янков          | Севастополь      | 40  | мс     | 0 | 0 | ½ | 1 | ½ | 0 | 1 | 0 | ½ | ½  | 0  | ½  | 1  |    | 0  |  | 3 | 6 | 5  | 5½   | 11 — 14 |
| 15 | Віктор Москаленко      | Одеса            | 21  | кмс    | 0 | 0 | ½ | 0 | ½ | ½ | ½ | 0 | ½ | 0  | 1  | 0  | ½  | 1  |    |  | 2 | 6 | 6  | 5    | 15      |